# 柘塘街道
柘塘街道，是中华人民共和国江苏省南京市溧水区下辖的一个乡镇级行政单位。

## 历史
原为柘塘镇，2015年7月改为柘塘街道。

## 行政区划
柘塘街道下辖以下地区：
柘塘社区、乌山集镇社区、梅山村、共和村、新淮村、交山村、富滨村、华桥村、福田村、秦淮村、红星村、联民村和爱景村。